# Acalyptris auratilis
Acalyptris auratilis is een vlinder uit de familie dwergmineermotten (Nepticulidae). De wetenschappelijke naam van deze soort werd voor het eerst geldig gepubliceerd in 2003 door Puplesis en Diškus.